# Моссар
ООО НПФ «Моссар» — компания-производитель электронной техники. Создана в городе Маркс (Саратовская область) в 2007 году. Входит в Группу Компаний Incotex Electronics Group (Москва). 

## История предприятия
Завод «Тантал» создал в городе Марксе в 1968 году свой филиал.
Основные направления деятельности:
1) Счетчики электроэнергии: однофазные и трехфазные счетчики электрической энергии различного функционального назначения: простые однотарифные счетчики, многотарифные счетчики, а также счетчики со встроенными коммуникационными модулями для передачи собранной информации в места учета.
2) Все направления светодиодного осветительного оборудования.
3) Торговое оборудование: кассовые аппараты, термопринтеры, денежные ящики.
4) Тахографы.